# بشلاما
بشلاما قرية سورية تتبع ناحية مركز القرداحة في منطقة القرداحة في محافظة اللاذقية. بلغ عدد سكانها 1,019 نسمة في عام 2004 حسب إحصاء المكتب المركزي للإحصاء